# Liste der Baudenkmäler in Goldbach (Unterfranken)
Auf dieser Seite sind die Baudenkmäler in dem unterfränkischen Markt Goldbach zusammengestellt. Diese Tabelle ist eine Teilliste der Liste der Baudenkmäler in Bayern. Grundlage ist die Bayerische Denkmalliste, die auf Basis des Bayerischen Denkmalschutzgesetzes vom 1. Oktober 1973 erstmals erstellt wurde und seither durch das Bayerische Landesamt für Denkmalpflege geführt wird. Die folgenden Angaben ersetzen nicht die rechtsverbindliche Auskunft der Denkmalschutzbehörde.
 Diese Liste gibt den Fortschreibungsstand vom 15. April 2020 wieder und enthält 24 Baudenkmäler.

## Baudenkmäler nach Gemeindeteilen

### Goldbach
| Lage                                                     | Objekt                                               | Beschreibung | Akten-Nr.              | Bild                                           |
| -------------------------------------------------------- | ---------------------------------------------------- | --- | ---------------------- | ---------------------------------------------- |
| Altmutterweg 1 (Standort)                                | Wohnhaus                                             | Zweigeschossiger giebelständiger Fachwerkbau mit Halbwalmdach, 1712 (dendrochronologisch datiert)                                                                                    | D-6-71-121-1 Wikidata  | weitere Bilder                                 |
| Am Wingert 26 (Standort)                                 | Bildstock                                            | Runder Schaft mit vierseitigem Aufsatz mit Halbrundgiebelchen, Bekrönungskreuz, Sandstein, bezeichnet „1688“                                                                         | D-6-71-121-13 Wikidata | weitere Bilder                                 |
| Aschaffenburger Straße 74 (Standort)                     | Wohnhaus                                             | Zweigeschossiger traufständiger Fachwerkbau mit Halbwalmdach, um 1830 | D-6-71-121-2 Wikidata  | weitere Bilder                                 |
| Aschaffenburger Straße 91, Ecke Marienstraße (Standort)  | Bildstock                                            | Altarähnlicher Sockel mit rundem Schaft und (ursprünglich) vierseitigem Aufsatz, halb in die Fassade des Wohnhauses eingemauert, bezeichnet „1795“                                   | D-6-71-121-3 Wikidata  | Bildstock                                      |
| Dammer Weg 12 (Standort)                                 | Pestbildstock                                        | Runder Schaft mit vierseitigem Aufsatz mit Giebelchen, Kreuzigungsrelief, bezeichnet „1608“                                                                                          | D-6-71-121-12 Wikidata | BW                                             |
| Nähe Dammer Weg; am Langenberg (Standort)                | Bildstock                                            | Inschriftensockel, runder Schaft mit Aufsatz, Pietà sowie Heilige Johannes und Sebastian, bezeichnet „1782“                                                                          | D-6-71-121-14 Wikidata | Bildstock                                      |
| Dormeswald; an der Edelweißkapelle (Standort)            | Bildstock                                            | Auf älterem Sockel erneuerter Vierkantschaft mit übergiebeltem Nischenaufsatz, Sandstein, 1820                                                                                       | D-6-71-121-16 Wikidata | Bildstock                                      |
| Im Dormeswald ()                                         | Bildstock                                            | 1940 neu errichtet; nicht nachqualifiziert | D-6-71-121-17 Wikidata |                                                |
| Im Flurstück Frauenheiligen (Standort)                   | Bildstock                                            | nicht nachqualifiziert | D-6-71-121-15          | BW                                             |
| Hauptstraße 1 (Standort)                                 | Bildstock                                            | Vierkantschaft mit Vertiefung, darin Relief einer Schwurhand, Aufsatz mit Kreuzigungsrelief, roter Sandstein, bezeichnet „1592“; eingemauert                                         | D-6-71-121-5 Wikidata  | weitere Bilder                                 |
| Hauptstraße 5 (Standort)                                 | Wohnhaus                                             | Zweigeschossiger giebelständiger Halbwalmdachbau mit Fachwerkobergeschoss, um 1800                                                                                                   | D-6-71-121-6 Wikidata  | weitere Bilder                                 |
| Hauptstraße 130 (Standort)                               | Bildnische                                           | Gemauert, Anfang 20. Jahrhundert; dabei Steinkreuz, Sandstein, mittelalterlich | D-6-71-121-7 Wikidata  | BW                                             |
| Hösbacher Weg (Standort)                                 | Bildstock                                            | nicht nachqualifiziert, im Bayerischen Denkmal-Atlas nicht kartiert | D-6-71-121-11          | BW                                             |
| Linsengraben (Standort)                                  | Bildstock                                            | Gefaster Vierkantschaft mit übergiebeltem Nischenaufsatz, Sandstein, bezeichnet „1866“ und „1972“                                                                                    | D-6-71-121-10 Wikidata | Bildstock                                      |
| Lorenz-Heim-Straße 3, 5 (Standort)                       | Volksschule mit angeschlossenem Lehrerwohnhaus       | Langgestreckter und mehrgliedriger zweigeschossiger Gruppenbau mit Walm- und Halbwalmdach, Risalit und weiteren unterschiedlichen Annexen, 1907/08 von Friedrich Selbert Einfriedung | D-6-71-121-24 Wikidata | Volksschule mit angeschlossenem Lehrerwohnhaus |
| Nähe Österreicher Straße; Österreicher Straße (Standort) | Goldbach-Kreuz                                       | Sandsteinkreuz auf achtkantigem Podest mit Christus als Relief, Inschrift, bezeichnet „1221“, unter historistischem Baldachin                                                        | D-6-71-121-18 Wikidata | weitere Bilder                                 |
| Nähe Österreicher Straße; Österreicher Straße (Standort) | Bildstock                                            | Das Feldkreuz flankierend, 1897 | D-6-71-121-18 Wikidata | weitere Bilder                                 |
| Nähe Österreicher Straße; Österreicher Straße (Standort) | Bildstock                                            | Das Feldkreuz flankierend, um 1920 | D-6-71-121-18 Wikidata | weitere Bilder                                 |
| Nähe Österreicher Straße; Österreicher Straße (Standort) | Bildstock                                            | Das Feldkreuz flankierend, 1932 | D-6-71-121-18 Wikidata | weitere Bilder                                 |
| Nähe Österreicher Straße; Österreicher Straße (Standort) | Bildstock                                            | Sas Feldkreuz flankierend; 1897 | D-6-71-121-18 Wikidata | weitere Bilder                                 |
| Sachsenhausen 2, Ecke Sachsenhausen (Standort)           | Gedenkkreuz zur Erinnerung an die Gefallenen 1870/71 | Ursprünglich 1873, erneuert von Bildhauer Hermann Kröckel 1965, Sandstein | D-6-71-121-4 Wikidata  | weitere Bilder                                 |
| Sachsenhausen 19 (Standort)                              | Bildstock                                            | Gedrungener runder Schaft, vierseitiger Aufsatz mit halbrunden Giebelchen, Sandstein, bezeichnet „1700“, Schaft erneuert 1969                                                        | D-6-71-121-8 Wikidata  | BW                                             |
| Weidenbörnerstraße 1 (Standort)                          | Katholische Pfarrkirche St. Nikolaus                 | Neuromanische Basilika von 1895 Kriegergedächtniskapelle, Polygonalbau mit Verbindung zur Kirche                                                                                     | D-6-71-121-9 Wikidata  | weitere Bilder                                 |

### Unterafferbach
| Lage                                  | Objekt                                | Beschreibung                                                                              | Akten-Nr.              | Bild           |
| ------------------------------------- | ------------------------------------- | ----------------------------------------------------------------------------------------- | ---------------------- | -------------- |
| am Wenighösbacher Weg ()              | Bildstock                             | um 1890; nicht nachqualifiziert, im Bayerischen Denkmal-Atlas nicht kartiert              | D-6-71-121-22 Wikidata |                |
| Hofackerweg 17 (Standort)             | Bildstock                             | breiter Schaft mit Inschrift, Aufsatz mit vergitterter Nische, Sandstein, bezeichnet 1905 | D-6-71-121-21 Wikidata | BW             |
| gegenüber der alten Schule ()         | Bildstock                             | 1700; nicht nachqualifiziert, im Bayerischen Denkmal-Atlas nicht kartiert                 | D-6-71-121-20 Wikidata |                |
| Kreuzwiese (Flurabteilung) (Standort) | Sühnekreuz                            | Monolith mit gefasten Kanten, Sandstein, vor 1845                                         | D-6-71-121-19 Wikidata | BW             |
| Hauptstraße 438 (Standort)            | Katholische Filialkirche St. Wendelin | Saalbau mit Chorturm, Heimatstil, von Karl Schmitt 1928; mit Ausstattung                  | D-6-71-121-23 Wikidata | weitere Bilder |